# Chuy Mijares
Chuy Mijares, egentligen Jesus Mijares, född 20 september 1893 i Monterrey, död 5 oktober 1955 i Karlskoga, var en mexikansk cirkusdirektör.
Mijares var son till cirkusdirektören Arcadio Mijares och Fructuosa Güereque. Han kom till Sverige tillsammans med sin bror Manuel Mijares 1924.
Han var först gift med Helena Luise Clarke och från 1927 med Baptista Schreiber som var dotter till Johan Baptist Schreiber och Bertha Lindberg.
Tillsammans med Schreiber grundade han Cirkus Mijares-Schreiber, som blev ett unikt inslag i Karlskogas historia, en stad annars präglad av industri och vapentillverkning. Cirkusen hade vinterstationering i en cirkusbyggnad vid Nickkällgatan i Karlskoga centrum. Dock revs cirkusbyggnaden 1958.